# Angriff auf den Jinnah International Airport 2014
Der Angriff auf den Jinnah International Airport 2014 ereignete sich am 8. Juni 2014, als 10 Angreifer den Jinnah International Airport in Karatschi, Pakistan, angriffen. Bei dem Anschlag wurden 36 Menschen getötet, darunter alle 10 Angreifer. 18 Menschen wurden verletzt.

## Hintergrund
Der Jinnah international Airport zählt zu den größten Flughäfen in Pakistan. Die Pakistan International Airlines hat ihren Sitz am Flughafen. Der Flughafen wird für viele nationale und internationale Flüge genutzt. Der Angriff war der erste große Vorfall am Flughafen nach vielen Jahren. Der letzte große Vorfall war die Entführung des Flugzeugs der Pan American World Airways im Jahr 1986.

## Angriff
Der Angriff begann am 8. Juni 2014 um 23:10 Uhr und dauerte bis 9. Juni, 4:00 Uhr. Die Angreifer teilten sich in zwei Gruppen auf, passierten zwei Checkpoints und griffen das Cargo Terminal an. Die Angreifer waren als Sicherheitskräfte getarnt und trugen Uniformen der Airport Security Force. Einige Angreifer versuchten ein Flugzeug zu entführen, scheiterten jedoch. Die Airport Security Force lieferte sich einen Schusswechsel mit den Terroristen. Während des Schusswechsels wurden 8 Terroristen getötet. Die übrigen 2 Terroristen sprengten sich in die Luft. Der Angriff endete nach 5 Stunden; es wurden 36 Menschen getötet. Vom Flughafen wurden 7 bis zur Unkenntlichkeit verbrannte Leichen geborgen. Nach dem Angriff wurde bekannt, dass 4 Flugzeuge beschädigt wurden.
Die PIA dementierte Schäden an ihren Flugzeugen. Die Medien gingen aber von leichten Beschädigungen an den Flugzeugen aus. Es brannten zwei Lagerhäuser aus, in denen NATO-Versorgungsmittel lagerten. Der Flughafen wurde nach dem Angriff in die Kontrolle der zivilen Luftfahrtbehörde  und der ASF gegeben. Vier unbekannte Terroristen griffen am 10. Juni, genau zwei Tage nach dem Angriff auf den Jinnah Airport, die Akademie der Airport Security Forces an. Sicherheitskräfte führten eine Razzia durch und nahmen zwei Männer fest. Es gab beim Angriff keine Verletzten oder Toten. Der Flugbetrieb auf dem Jinnah Airport wurde kurzzeitig eingestellt.